# Курдский язык
Ку́рдский язы́к (Kurdî, کوردی; МФА: [kʊrdiː]о файле) — язык курдов, относящийся к северо-западной иранской подгруппе индоиранской ветви индоевропейских языков. Число говорящих на курдском языке и его разновидностях составляет около 34,3 миллионов.
Распространён главным образом в области Курдистан на Ближнем Востоке, разделённой ныне между четырьмя странами — Турцией, Ираном, Ираком и Сирией. Представляет собой диалектный континуум, состоящий из нескольких диалектных групп: курманджи, сорани, пехлевани, лаки, зазаки и горани.
Имеет государственный статус в Рожаве на северо-востоке Сирии и Республике Ирак, в его 4 мухафазах и Регионе Курдистан в составе федерации. Один из региональных языков Ирана. На протяжении XX века использование курдского было запрещено. Люди, говорившие, писавшие и певшие на нем, заключались в тюрьму и подвергались преследованиям.

## Наименование

### Этимология
Лингвоним Zimanê Kurdî происходит от античного Zuwān-e Kurdānī, упоминаемого в среднеперсидских и древнегреческих источниках со II века н. э..
Слово Zuwān-e («язык») происходит от мидийск. Zabak-e, а Kurdānī («курдский») — восходит к существительному gurd/gwrt («герой») на парфянском языке, от праиндоевропейск. hurd (нем. hart; англ. hard) — «мужественный», «смелый», «суровый». В семитских языках, в том числе в Аккаде и Ассирии, kordū означало «сильный», «храбрый»; karadū — «быть сильным».

### Самоназвание
Среди курдов распространены следующие названия для своего языка: Kurdî (Kirdkî), Kurmancî (Kirmanckî; Kurmançî, Kirmancekî), Dimilkî, Zonê Ma (So-Bê), Behdînî. При этом первые два составляют абсолютное большинство по использованию (более 96%). В современном курдском языке Kurmancî полностью эквивалентен Kurdî и означает «курдский». Термином «курманджи», во избежание путаницы, стало принято обозначать только севернокурдский диалект. Однако он исторически использовался также некоторыми курдами, говорящими на других курдских диалектах, что в небольшом количестве сохранилось и в наши дни. Так, часть племени Шехбизини, говорящие на диалекте лаки, проживают в Турции и называют свой язык Kirmancekî.
Северные и центральные курды в Средние века и Новое время называли свой язык Kurmancî (Kırmanckî) и Kurmancî Xwarû («южный курманджи»). Последнее относится к современному сорани.
Именно Kurdî именовали свой язык курды южнокурдского ареала. Племена, говорящие на том диалекте, который ныне называют сорани, идентифицировали свой язык как курманджи, используя в качестве эндоэтнонима слово, обозначающее сегодня в лингвистике только севернокурдский диалект, и подчёркивая при этом свою принадлежность к курдскому этносу.
В 1920-х гг., на основе говора Сулеймании была разработана одна из двух литературных форм курдского языка. Она была названа «сорани», в честь могущественного эмирата Соран (1399—1836), чьё название восходит к sor («красный» — от цвета камней возле замка в городе Равандуз) + -an (окончание множ. числа). В лингвистике это название распространилось на все остальные центральнокурдские говоры, условно объединяемые лингвонимом «сорани».
С массовым подъёмом национализма в XX веке среди центральнокурдского населения Ирака и Ирана, носители начали именовать свой язык Kurdî взамен исконного Kurmancî Xwarû. Сегодня лишь бо́льшая часть северных курдов, в том числе заза, называют свой язык Kurmancî, Kurmançî, Kirmancekî и Kurmançî, а остальная часть — также перешла на Kurdî.
Курды, говорящие на юго-восточном говоре диалекта курманджи, используют для письма соранский алфавит, но исторически называли свой язык Behdînî (букв. «благоверный»), хотя впоследствии он был подавлен местным населением в пользу лингвонима Kurdî, а Behdînî используется как обозначение подразновидности курдского языка.

#### Эздики
Среди части езидов, глоссоним Êzidîkî, появившийся искусственно в середине XX века в СССР, используется по отношению к курдскому языку для дифференциации себя от курдов-мусульман. В то время как «Эздики» ничем не отличается от курдского диалекта курманджи. Были случаи, когда пытались доказать, что «Эздики» — самостоятельный от курдского язык, утверждая, что он является семитским по происхождению. Данные заявления критиковались как утверждения, основанные не на научных данных и не имеющие научного консенсуса.

## Генетическая классификация
Курдский язык относится к северо-западной группе иранской подветви арийских языков индоевропейской семьи. В Средние века язык подвергся значительному влиянию персидского и арабского языков. Имеются также заимствования слов из турецкого языка. Родство с персидским языком стало причиной многочисленных ка́лек из него (процесс их создания продолжается).
По одним предположениям, курдские диалекты возникли на базе мидийского языка; по другим данным, курдский язык развился из мидийско-парфянских диалектов.
Людвиг Пол приходит к выводу, что курдский язык, по-видимому, является северо-западным иранским языком по происхождению, но признаёт, что он имеет много общих черт с юго-западными иранскими языками — такими как персидский — по-видимому, из-за давних и интенсивных исторических контактов.
В курдском языке сохранилось большое количество слов из хурритского и арамейского.

## Лингвогеография
Курдский язык распространён преимущественно в регионе, исторически называемом «Курдистан» (дословный перевод) — «Земля курдов»; Kurdistan, کوردستان), в пределах которого курды составляют большинство населения и являются коренными жителями этих земель. Курдистан расположен на стыке Армянского и Иранского нагорий. Язык также встречаются на соседних территориях от этого региона и в многочисленной курдской диаспоре по всему миру. Фиксированных границ Курдистан не имеет и его размеры условны, отражая место компактного расселения курдов.

### Численность носителей
Курдский язык — четвёртый по количеству носителей на Ближнем Востоке, а также третий среди иранских языков (уступает фарси и пушту).
По оценке 2008 года, число говорящих — свыше 35 миллионов человек; по более старым данным, от 20 до 30 миллионов. Согласно оценке 2025 года, численность носителей составляет порядка 34.2 млн чел., включая курманджи, сорани, пехлевани, лаки, зазаки и горани.
Помимо этого, многие курды не владеют курдским. Тюркизированные и арабизированные курды почти или совсем не говорят по-курдски, а в многочисленной курдской диаспоре количество носителей — несколько миллионов. В Турции курдов, перешедших на турецкий язык (тюркизированных), насчитывается свыше 6 млн человек. В Иране и Азербайджане число тюркизированных курдов также многочисленно и составляет сотни тысяч человек. 
| Год  | Количество носителей | Процент от мирового населения | Статус |
| 1190 | 1 800 000            | 0.43%                         | ▲      |
| 1514 | 1 350 000            | 0.28%                         | ▼      |
| 1597 | 1 600 000            | 0.32%                         | ▲      |
| 1845 | 3 300 000            | 0.33%                         | ▲      |
| 1869 | 4 500 000            | 0.38%                         | ▲      |
| 1880 | 5 000 000            | 0.36%                         | ▲      |
| 1914 | 5 800 000            | 0.32%                         | ▲      |
| 1923 | 6 000 000            | 0.33%                         | ▲      |
| 1927 | 5 400 000            | 0.27%                         | ▼      |
| 1950 | 9 000 000            | 0.36%                         | ▲      |
| 1960 | 12 000 000           | 0.40%                         | ▲      |
| 1988 | 29 000 000           | 0.47%                         | ▲      |
| 1993 | 24 000 000           | 0.42%                         | ▼      |
| 2008 | 35 000 000           | 0.52%                         | ▲      |
| 2020 | 33 000 000           | 0.42%                         | ▼      |
| 2025 | 34 332 000           | 0.42%                         | ▲      |

По оптимистическому предположению, численность носителей курдского языка в 2040 году составит в мире 51 млн чел., что связано с получением прав курдов в Турции с 2010-х гг., а также с успехами курдского национально-освободительного движения в Ираке и Сирии, где в таких автономиях, как Регион Курдистан и Рожава, национальные меньшинства, особенно арабы, обучаются на курдском языке.
По пессимистическому предположению, в 2040 году число носителей курдского языка составит 32,6 млн чел. (треть из которых — в Ираке), что на случай замедления или прекращения демократизации в странах их проживания, поскольку курдское население, особенно в Турции, практически не имеет возможности получать образование на родном языке, за исключением факультативных курсов с недавнего времени.

#### Второй язык
Такие некурдские этнические группы, как арабы, туркоманы, ассирийцы, армяне и мандеи, живущие в Регионе Курдистан на севера Ираке, владеют курдским как вторым языком или, в некоторых случаях, как родным. Большинство из них не являются в регионе коренными. Связано это с тем, что с момента свержения режима Саддама Хусейна в 2003 году, в Южный Курдистан, как в более экономически развитый регион, стали массово иммигрировать арабы, а также христиане из южных районов Ирака (ассирийцы, армяне, мандеи, евреи и другие).
Армяне и ассирийцы, живущие в Дахуке, смешивают западноармянский и арамейский с курдским. Туркоманы в районах Эрбиля, несмотря на присутствие туркоманских школ, лингвистически сильно ассимилированы. Существовали целые курдоговорящие племена армян (такие, как, например, Варто). Исторически существовало большое количество курдоговорящих армян. До геноцида армян в Бешири и Сильване было около 110 армянских курдоговорящих деревень. До начала XX века большинство армян, живших в Османской империи, владело курдским языком на достаточно хорошем уровне.
Болгары, чеченцы и черкесы, живущие в Северном Курдистане, также являются курдоговорящими. На курдском говорят цыгане из племени Мыртыв и частично Наввари в Сирии.
Бо́льшая часть таких тюркских племен, как Баят, Кяресунни и Терекеме, перешла на курдский язык. Их численность от 74 до 111 тыс. чел..
Евреи, жившие до 1950-х гг. в Курдистане, также владеют курдским языком. Число курдистанских евреев достигает до 300 тыс. человек.

### Диалектология

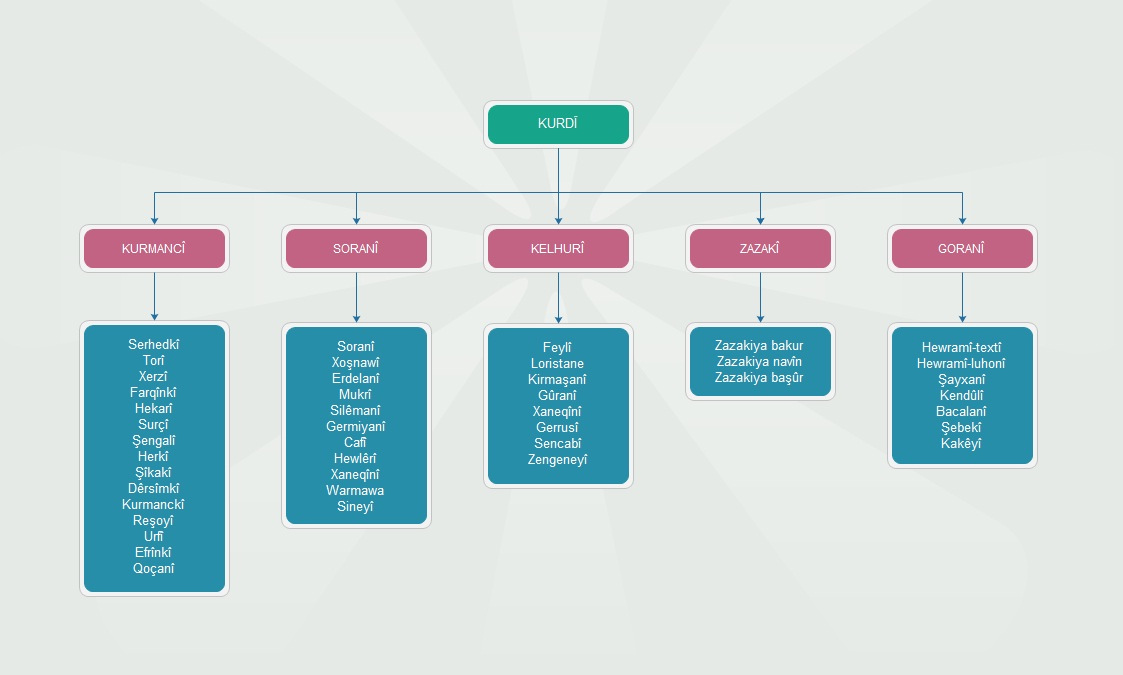
Одна из классификаций курдских диалектов

Примерное распределение курдских диалектов:
Севернокурдский (курманджи)
Центральнокурдский (сорани)
Южнокурдский (вкл. лаки)
Заза-горани (зазаки и горани)
Смешанные зоны

Диалекты курдского языка демонстрируют высокую степень расхождения, что зачастую затрудняет общение между носителями различных диалектов. Это особенно видно в случае курманджи, горани и лаки, которые считаются наиболее расходящимися диалектами курдского. Последний с давних времен находится под значительным влиянием персидского и лурского языков.
По корневому составу и фонетике диалекты схожи, но имеют значительные различия в морфологии и частично в лексике, что и затрудняют взаимопонимание между носителями различных диалектов. Это связано с морфологической перестройкой, которой подверглись в Средние века большинство иранских языков.
В англоязычной лингвистике курдские диалекты, по некоторым лингвистическим классификациям, могут рассматриваться как самостоятельные близкородственные языки; в этом случае вместо термина «курдский язык» используют «курдские языки», однако, чтобы правильно понять проблему определения «курдского языка», необходимо учитывать как лингвистические, так и неязыковые факторы; сами позиции, которые занимают ученые и курды по этому вопросу, сильно зависят от определённых культурных, политических и других факторов и точек зрения.
Таким образом, современная курдская диалектология выглядит следующим образом:
- Севернокурдский (курманджи[68]):
  - Северный говор
  - Северо-западный говор
  - Южный говор
  - Юго-западный говор
  - Юго-восточный говор (литературный)
  - Хорасанский говор
  - Анатолийский говор
  - Батумский говор
- Центральнокурдский (сорани, южный курманджи):
  - Бабани (литературный)
  - Мукрияни
  - Джафи
  - Хавлери
  - Гермияни
  - Ардалани
- Южнокурдский (пехлевани):
  - Калхори
  - Файли
  - Кордали
  - Абдуи
  - Биджари
  - Корваи
  - Коляи
  - Билавари
  - Динавари
  - Саханаи
  - Майани
  - Бистуни
  - Чихри
  - Паураванди
  - Кирмашани
  - Санджаби
  - Халесаи
  - Чемчемали
  - Касри-Ширини
  - Сарпули-Зухави
  - Харасами
  - Ивани
  - Аркевази
  - Шехвани
  - Илами
  - Салихабади
  - Рикаи
  - Бадраи
  - Меликшахи
  - Мехаси
  - Михрани
  - Ханекини
  - Мендели
  - Душейхи
  - Капрати
  - Вармизяри
  - Зурбати
- Лаки (нередко рассматривают как разновидность южнокурдского)
  - Пошт-е кух
  - Пиш-е кух
  - Беранвени
  - Шехбизинки
  - Харсини
  - Силахури
- Заза-горани
  - Зазаки (кырдки)
    - Кырманджки
    - Дымлики

  - Горани:
    - Шабаки
    - Баджалани
    - Хаврами
    - Сарли
    - Кандули
    - Шехани

Отдельно можно выделить:
- Луро-бахтиарский диалектный континуум:
  - Лурский язык (лури)
  - Бахтиарский язык (бахтиари)
- Южнокурдистанский язык (хулаула);

#### Заза-горани
Включение зазаки и горани в состав курдских диалектов является предметом дискуссий. Многими исследователями, а также в курдской литературе, они рассматриваются как диалекты языка курдов, так как носители исторически считают себя частью курдской общности . По мнению русского востоковеда В. Ф. Минорского, зазаки является одним из наречий курдского языка. Того же мнения придерживается другой русский востоковед И. А. Смирнова, считающая, что зазаки является одним из двух крупнейших диалектов курдского языка. Тем не менее это предположение неоднозначно воспринимается некоторыми востоковедами. Зазаки и горани, будучи похожими друг на друга, существенно отличаются от первых четырёх диалектов, являясь хоть и курдскими генетически, но явно с более высоким диалектным расхождением. Курдский язык пускай и классифицируется как северо-западный иранский язык, но имеет сильный юго-западный элемент, в отличие от зазаки и горани (юго-западный элемент является приобретённым из-за соседства с персами). Горани отличается от курманджи и сорани, но имеет общий словарный запас с ними обоими, и у них есть некоторые грамматические сходства.
Сходства зазаки с соседним курманджи:
- подобные личные местоимения и их использование[73];
- энклитика «у»[73];
- практически идентичная эргативная структура[74];
- мужская и женская система изафета[75];
- в обоих диалектах есть именительный и косвенный падеж с окончаниями -î в мужском и -ê в женском роде;
- оба языка утратили притяжательную энклитику, в то время как она существует в других диалектах, на которых говорят курды.

#### Взаимопонимание
Носители лаки хорошо понимают носителей пехлевани (южнокурдского). Хоть и различия между ними минимальны, многие лингвисты не классифицируют лаки в состав южнокурдского, так как он является эргативным и, следовательно, четвёртым курдским диалектом. Курманджи и сорани схожи в фонетике, корневом составе и в базисной лексике, но затрудняет взаимопонимание различия в морфологии, появившиеся в Средневековье.

#### Сравнение диалектов
| Курманджи          | Ew lingê şikand (kaştand)         | Ez hatime mal (malê)       | Ez mirovan (merdan, merovan) dibînim (divînim, duinim) | Min nan xwar                          | Navê min Alex e  |
| Сорани             | Ew pay (qulî) şikiyage (şikiyaye) | Min hatîme bo mallo (mall) | Min piyawekan debînim (devînim)                        | Min nanim xward                       | Nawm Alex e      |
| Пехлевани          | Ewe pae (qul, lingê) eşkon        | Mi(n) yatime mal           | Mi(n) miruv (merdim) duinim                            | Mi(n) nan xwardim / Mi(n) no xewardim | Nawim Alex e     |
| Лаки               | Ewe lingê (qul, pae) eşkan        | Mi(n) hatime mal           | Mi(n) merdim mavinim                                   | Mi(n) nanim ward                      | Nomim Alex e     |
| Зазаки             | Uw linge şikit                    | Ez amey kêy (mal)          | Ez merduman vinena                                     | Min nan werd                          | Namê mi Alex u   |
| Горани             | Ew lingê şikanit                  | Min amey pê yahî           | Min merdiman vinû                                      | Min nanim ward                        | Nawi min Alex e  |
| Перевод на русский | Он сломал ногу                    | Я пришёл домой             | Я вижу людей                                           | Я (уже) поел еду                      | Меня зовут Алекс |

| Русский          | Курманджи       | Сорани     | Пехлевани | Лаки       | Зазаки  | Горани            |
| ---------------- | --------------- | ---------- | --------- | ---------- | ------- | ----------------- |
| Я (местоимение)  | Ez, min         | Min        | Mi(n)     | Mi(n)      | Ez, min | Amin, min         |
| Ты (местоимение) | Tu, te          | To         | Ti        | Tû         | Ti, To  | To, Etû, Tû       |
| Я делаю          | Ez dikim        | Min ekem   | Mi kem    | Min mekem  | Ez kenu | Amin / Min mekerû |
| Я иду            | Ez diçim        | Min eçim   | Mi çim    | Min meçim  | Ez şonu | Min milû          |
| Много            | Pir, gelek, zaf | Zor        | Frash     | Fira       | Zaf     | Zor / fira        |
| Сказал           | Got             | Wut, got   | Wet       | Wat / vit  | Vat     | Wat / vat         |
| Сейчас           | Nika, niha      | Esta       | Îrênge    | Îske / Îse | Nika    | Îse               |
| Пришёл           | Hat             | Hat        | Hat       | Het        | Ame     | Ame               |
| Голос            | Deng            | Deng, bang | Hena      | Hena       | Veng    | Deng              |
| Большой          | Gir, mezin      | Gawra      | Kel´n     | Kel´n      | Pîl     | Gore              |
| Ветер            | Ba              | Ba         | Wa        | Wa/va      | Va      | Va / Wa           |
| Дождь            | Baran           | Baran      | Waran     | Waran      | Varan   | Baran             |
| Плохой           | Xirab           | Xrap       | Gen       | Gen/xiraw  | Xirab   | Xirab             |

## История

### Периодизация
- Мидийский язык (IX век до н. э. — I век н. э.);
- Старокурдский язык (II век н. э. — IX век н. э.);
- Современный курдский язык (с X века н. э.);

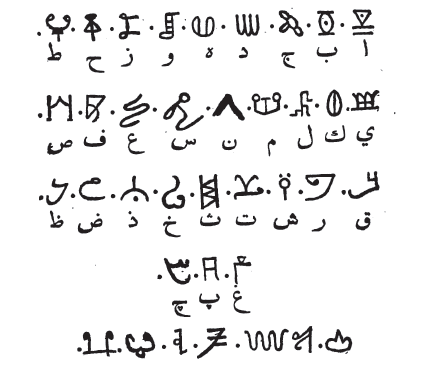
Старокурдский алфавит, Шаук аль-Мустахам.
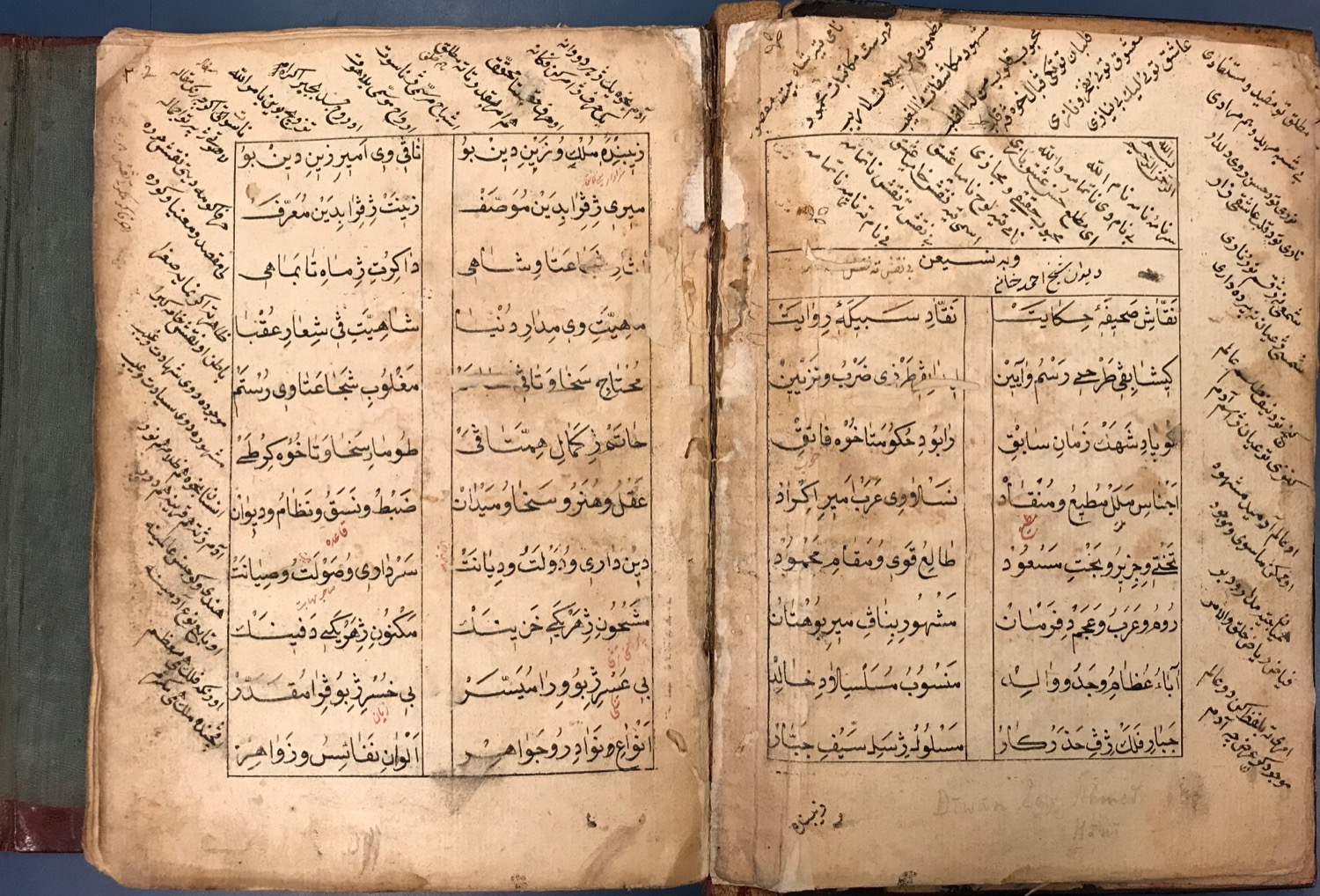
Первые страницы Мам и Зин, XVII век
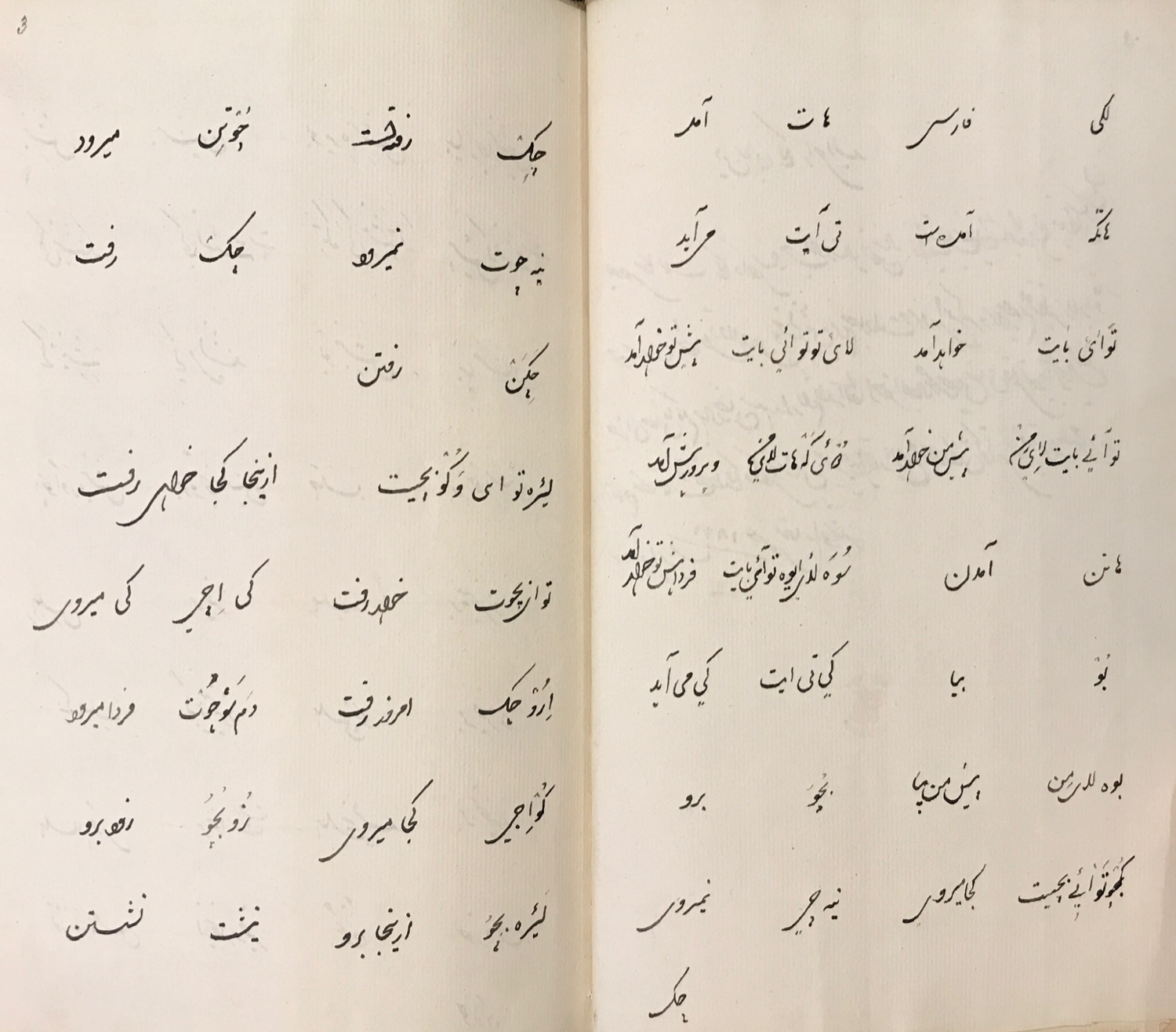
Страница персидско–курдского словаря, 1811 год.

Первые известные письменные памятники на курдском появились в Раннем Средневековье. После арабских завоеваний Курдистана курдский язык заимствовал множество слов арабского происхождения и, помимо этого, начал записываться арабским письмом. Во время своего пребывания в Дамаске историк арабского происхождения Ибн Вахшия наткнулся на две книги по сельскому хозяйству, написанные на курдском языке.
Является языком богослужения для приверженцев таких религий, как езидизм, ярсанизм и алевизм. Одним из самых ранних курдских религиозных текстов является «Чёрная книга», священная книга езидской веры. Считается, что она была написана около XIII века нашей эры. Автором был Хасан ибн Ади, бывший родственником шейха Ади ибн Мусафира, основателя езидизма. В нём содержится езидский рассказ о сотворении мира, происхождении человека, истории Адама и Евы и основных запретах веры. С XV по XVII века курдские поэты и писатели создали литературный язык. Наиболее известными классическими курдскими поэтами этого периода были Али Харири, Ахмад Хани, Малая Джазири и Факи Тайран.
Главной причиной, почему курдские диалекты так сильно разошлись, остаётся разделение Курдистана между Османской империей и Персией и влияние арабского, турецкого и персидского языков на курдов из разных регионов. В XX веке курды были вновь разделены, но уже на четыре государства (Турция, Ирак, Иран, Сирия). Автономность развития разновидностей курдского языка связана, не в последнюю очередь, с политическими причинами. Не имея собственного государства, курды не могут контролировать развитие своего языка.
С точки зрения исторической эволюции, курманджи (севернокурдский) более консервативен, чем сорани (центральнокурдский) и пехлевани (южнокурдский) — как по фонетической, так и по морфологической структуре. На сорани повлияла, среди прочего, бо́льшая культурная близость к другим языкам, на которых говорят курды региона, в том числе арабскому. На пехлевани и лаки повлиял тесный культурный контакт с персидским языком. Кроме того, в некоторых диалектах курдского языка остались категории рода и падежа. Именно различия в морфологии затрудняет понимание северных и центральных курдов, при схожей фонетике и большим количеством когнатов в лексике. Это связано с морфологической перестройкой, которой подверглись в Средние века большинство иранских языков.
Нидерландский иранист Филип Г. Крейенбрук писал:

С 1932 года большинство курдов использовали римскую письменность для написания курманджи, а сорани обычно пишется адаптированной формой арабского письма…. Причинами для описания курманджи и сорани как «диалектов» одного языка являются их общее происхождение и тот факт, что это употребление отражает чувство этнической идентичности и единства среди курдов. Однако с лингвистической или, по крайней мере, грамматической точки зрения курманджи и сорани отличаются друг от друга так же сильно, как английский и немецкий, и, по-видимому, было бы уместно называть их языками. Например, в сорани нет ни рода, ни падежных окончаний, в то время как у курманджи есть и то, и другое. Но различия в словарном запасе и произношении не так велики, как между немецким и английским языками, и намного более схожи, представляя диалектное произношение.
— Филип Г. Крейенбрук. Курды.
После турецкого государственного переворота 1980 года и до 1991 года использование курдского языка было незаконным в Турции. По состоянию на 2021 год, курдский язык является государственным языком Ирака, наряду с арабским. Количество курдских СМИ в Ираке резко выросло в 1990-е годы. Курдский язык широко используется в средствах массовой информации и образовании в Регионе Курдистан. Семь из 10 ведущих телеканалов, просматриваемых иракскими курдами, вещают на курдском языке, а использование арабского языка в школах Курдистана снизилось настолько, что количество иракских курдов, свободно говорящих по-арабски, значительно сократилось за 1990-е года. Тем не менее в Сирии публикация материалов на курдском языке запрещена, хотя этот запрет не применяется из-за гражданской войны в Сирии. В Иране курдский используется в некоторых местных СМИ, он не присутствует в государственных школах. В 2005 году 80 иранских курдов приняли участие в эксперименте и получили стипендии для обучения на курдском языке в Регионе Курдистан. В Кыргызстане 96,21 % курдского населения указывает своим родным языком курдский. В Казахстане этот процент составляет 88,7 %.
Был запрещен в Турции (1924 — 2013) и Иране (1905 — 1979), в Сирии с 1958 года. В Турции преподавание на курдском в государственных и частных школах запрещено и по ныне (за исключением факультативов с 2010-х).

### Литературный язык

#### Горани
В начале XVII века князья курдской династии заключили соглашения с персидским шахом и получили определённую автономию. Мир и стабильность позволяют развиваться городам, в которых писатели и поэты могут выражать себя. Горани становится языком двора, а затем — общим литературным курдским языком в Южном Курдистане, который включал княжества Бабан и Соран.
Среди всех поэтов, писавших на горанском диалекте, можно выделить:
- Мастура Ардалан (1805—1848) — курдская поэтесса, историк и писательница;
- Мела Сейди Тавегози (1806—1882) — известный курдский поэт;

Литература на горани дало большое влияние курдской культуре, принеся вклад в поэзию курдского народа. Этот диалект был самой главной литературной нормой курдского языка.
С XVIII века, однако, началось постепенное снижение горани как литературного курдского языка и на его смену пришёл сорани.

#### Курманджи
Литературная норма курманджи сложилась к XIV веку. Многие известные курдские поэты, такие как Ахмад Хани (1650—1707), писали на этом диалекте.
Курманджи также является распространённым диалектом среди курдов, исповедующих езидизм. Их молитвы написаны на курманджи.
Литературный язык на курманджи основан на юго-восточном говоре.

#### Сорани
Самая старая письменная литература на сорани является «Махдимам» («книга Махди») 1762 года, написанный муллой Мухаммедом ибн уль-Хаджем. Таким образом, сорани возник как литературный язык только после упадка горанской разновидности курдского языка, который тоже используется некоторыми курдами. В эпоху Бабана он стал важным литературным языком, и многие поэты писали на нём, несмотря на то, что владели ещё арабским и персидским языками. Когда династия Бабанов была свергнута в 1850 году, его золотая эра закончилась и поэты покинули регион Сулеймания.
Центральнокурдский диалект был так назвал только с появлением стандартизированной литературной нормы, в честь бывшего курдского эмирата Соран он был назван «сорани».
Уже в 1903 году был опубликовал учебник для учащихся и список словаря для британского персонала в Курдистане. Кроме того, в 1906 году был выпущен грамматический набросок центральнокурдского диалекта на основе говора мукрияни, а в 1919 году была опубликована книга по грамматике, основанная на говоре Мехабада. Уже в 1958 году была опубликована практическая грамматика литературного сорани.

## Письменность
Исторически курды использовали арабо-персидскую письменность. Первые известные человечеству памятники на курдском были написаны как раз на ней.
В 1920—1930-е годы в Турции и СССР были созданы латинизированные курдские алфавиты. В 1946 году алфавит советских курдов был переведён на кириллическую основу. В Ираке и Иране используется соранский алфавит на основе арабицы.
В последнее время бывшие советские курды почти полностью перешли на хаварский алфавит. Вопрос о переходе на латиницу также постоянно поднимается в автономной республике Регион Курдистан, в том числе и на правительственном уровне, однако в действительности шаги в этом направлении делаются очень медленно.
| Алфавит Хавар | Алфавит Соран    | Алфавит Соран | Алфавит Соран    | Алфавит Соран  | IPA   |
| Алфавит Хавар | отдельно стоящие | в конце слова | в середине слова | в начале слова | IPA   |
| ------------- | ---------------- | ------------- | ---------------- | -------------- | ----- |
| A, a          | ا                | ـا            | ـا               | —              | [aː]  |
| B, b          | ب                | ـب            | ـبـ              | بـ             | [b]   |
| C, c          | ج                | ـج            | ـجـ              | جـ             | [d͡ʒ]  |
| Ç, ç          | چ                | ـچ            | ـچـ              | چـ             | [t͡ʃ]  |
| Çʼ, çʼ        | —                | —             | —                | —              | [t͡ʃʼ] |
| D, d          | د                | ـد            | ـد               | د              | [d]   |
| E, e          | ە                | ـە            | ـە               | ە              | [ɛ]   |
| Ê, ê          | ێ                | ـێ            | ـێـ              | ێـ             | [eː]  |
| F, f          | ف                | ـف            | ـفـ              | فـ             | [f]   |
| G, g          | گ                | ـگ            | ـگـ              | گـ             | [ɡ]   |
| H, h          | ھ                | —             | ـھـ              | ھ              | [h]   |
| (Ḧ, ḧ)        | ح                | ـح            | ـحـ              | حـ             | [ħ]   |
| I, i          | —                | —             | —                | —              | [ɨ]   |
| Î, î          | ی                | ـی            | ـیـ              | یـ             | [iː]  |
| J, j          | ژ                | ـژ            | ـژ               | ژ              | [ʒ]   |
| K, k          | ک                | ـک            | ـکـ              | کـ             | [k]   |
| L, l          | ل                | ـل            | ـلـ              | لـ             | [l]   |
| — (l)         | ڵ                | ـڵ            | ـڵـ              | —              | [ɫ]   |
| M, m          | م                | ـم            | ـمـ              | مـ             | [m]   |
| N, n          | ن                | ـن            | ـنـ              | نـ             | [n]   |
| O, o          | ۆ                | ـۆ            | ـۆ               | ۆ              | [o]   |
| P, p          | پ                | ـپ            | ـپـ              | پـ             | [p]   |
| P’, p’        | —                | —             | —                | —              | [pʼ]  |
| Q, q          | ق                | ـق            | ـقـ              | قـ             | [q]   |
| R, r          | ر                | ـر            | ـر               | —              | [ɾ]   |
| — (r)         | ڕ                | ـڕ            | ـڕ               | ڕ              | [r]   |
| S, s          | س                | ـس            | ـسـ              | سـ             | [s]   |
| Ş, ş          | ش                | ـش            | ـشـ              | شـ             | [ʃ]   |
| T, t          | ت                | ـت            | ـتـ              | تـ             | [t]   |
| U, u          | و                | ـو            | ـو               | و              | [u]   |
| Û, û          | وو               | ـوو           | ـوو              | —              | [uː]  |
| —             | ۊ                | —             | —                | ـۊ             | [yː]  |
| V, v          | ڤ                | ـڤ            | ـڤـ              | ڤـ             | [v]   |
| W, w          | و                | ـو            | ـو               | و              | [w]   |
| X, x          | خ                | ـخ            | ـخـ              | خـ             | [x]   |
| (Ẍ, ẍ)        | غ                | ـغ            | ـغـ              | غـ             | [ɣ]   |
| Y, y          | ی                | ـی            | ـیـ              | یـ             | [j]   |
| Z, z          | ز                | ـز            | ـز               | ز              | [z]   |
| (')           | ع                | ـع            | ـعـ              | عـ             | [ʕ]   |

### Езидская письменность
Известны две езидских рукописи религиозного содержания, написанные оригинальным езидским письмом. Время их написания является предметом дискуссии — называются как XI—XII, так и XVII века. Кроме того, ряд специалистов считает эти рукописи подделкой XIX века. Рукописи были впервые опубликованы в 1911 году. По оценкам исследователей, езидское письмо является развитием несторианского либо яковитского письма.
В 2013 году Духовный совет езидов Грузии принял решение о возрождении езидского письма. С этой целью письмо езидских рукописей было реформировано — добавлено несколько новых знаков, а ряд ранее использовавшихся из алфавита исключён. Ныне реформированный езидский алфавит используется в религиозной практике в езидском храме в Тбилиси, а в 2018 году на нём вышел сборник молитв.

## Лингвистические черты

### Фонетика и фонология
|         | Передние         | Средние | Задние  |
| ------- | ---------------- | ------- | ------- |
| Верхние | /î/ /i/, /u/ /y/ | /i/ /ɨ/ | /û/ /u/ |
| Средние | (/ê/ /e/)        |         | /о/ /o/ |
| Нижние  | /e/ /æ/          |         | /а/ /ɑ/ |

### Морфология

#### Курманджи
В курманджи сильно отличается от морфологии других курдских диалектов. В курманджи, например, сохранено склонение имён, категория рода.

##### Местоимения

###### Личные местоимения
| Лицо     | Единственное число    | Множественное число |
| -------- | --------------------- | ------------------- |
| 1-е лицо | Ez, min               | Em, me              |
| 2-е лицо | Tu, te                | Hûn, we             |
| 3- лицо  | Ew, м.р. ewî ж.p. ewe | Ewana, wana         |

##### Существительные

###### Определённость и неопределённость
Используются определённые и неопределённые артикли.
В качестве определённого — указательные местоимения единственного числа ev «этот», ew «тот» и множественного числа evan «эти», еwan «те».
Неопределённые артикли: -ek (от yek «один»), -ne или -ine (от hine «несколько», «некоторый», «некий»).

###### Роды и падежи
В отличие от сорани, в курманджи сохранились остатки падежной системы: прямой падеж, косвенный и звательный. Кроме того, в отличие от сорани, сохранилось деление существительных на мужской и женский род, причём в женском роде выступают почти все географические названия, термины и заимствованные слова.

###### Изафет
Подобно персидскому языку, используется изафет — форманты -а, -ê, -î, -êt, -ên, -ne, -е.

##### Имя числительное (курманджи)
| Русский язык | Курманджи | Русский      | Курманджи | Русский     | Курманджи |
| ------------ | --------- | ------------ | --------- | ----------- | --------- |
| один         | yek       | одиннадцать  | yanzdeh   |             |           |
| два          | du        | двенадцать   | donzdeh   | двадцать    | bîst      |
| три          | sê        | тринадцать   | sêzdeh    | тридцать    | sî        |
| четыре       | çаr       | четырнадцать | çardeh    | сорок       | çil       |
| пять         | рênс      | пятнадцать   | panzdeh   | пятьдесят   | pêncî     |
| шесть        | şeş       | шестнадцать  | şanzdeh   | шестьдесят  | şêst      |
| семь         | hevt      | семнадцать   | hevdeh    | семьдесят   | heftê     |
| восемь       | heyşt     | восемнадцать | hejdeh    | восемьдесят | heştê     |
| девять       | neh       | девятнадцать | nozdeh    | девяносто   | nehwêd    |
| десять       | deh       | сто          | sed       | тысяча      | hezar     |

Числа после двадцати, как и в русском языке, обозначаются сочетанием названий десятков с названиями единиц: sî «тридцать», çil «сорок». При образовании названий сотен сначала идёт счёт единиц сотен, а потом следует слово sed «сто»: dused «двести», sêsed «триста», çarsed «четыреста».

##### Глагол
В единственном числе глагол имеет формы трёх лиц, во множественном числе — лишь одна форма на in, общая для всех трёх лиц. При спряжении глагола в различных временах и наклонениях употребляются три формы личных окончаний: полные, усечённые и вторичные.

##### Синтаксис
Обычный порядок слов в курманджи — субъект-дополнение-глагол. Определения стоят после определяемого.

#### Сорани
Так как сорани использует арабскую систему письма, то ниже будет предоставлен неофициальный латинозированный вариант, который не имеет стандартизированной орфографии.

##### Местоимения

###### Личные местоимения
| Лицо     | Единственное число | Множественное число |
| -------- | ------------------ | ------------------- |
| 1-е лицо | Mn (من)            | Êma (ئێمە)          |
| 2-е лицо | To (تۆ)            | Êwe (ئێوە)          |
| 3- лицо  | Ew (ئەو)           | Ewan (ئەوان)        |

##### Имя существительное

###### Определённость и неопределённость
Определённость и неопредёленность в сорани выражается при помощи постпозитивных артиклей.
Определённый артикль — -ke (ед. ч.) и -kan (мн. ч.). В случае, если основа кончается на согласный, к ней сначала добавляется эпентетический гласный e во избежание стечения согласных.
В единственном числе:
- ala «флаг» — alake
- hermê «груша» — hermêke
- seyare «автомобиль» — seyareke
- ktêb «книга» — ktêbeke
- piyaw «мужчина» — piyaweke

Во множественном числе:
- alakan «флаги»
- hermêkan «груши»
- seyarekan «автомобили»
- ktêbekan «книги»
- piyawekan «мужчины»

Неопределённый артикль — -êk, в случае, если основа кончается на гласный, к ней сначала добавляется эпентетический согласный -y во избежание зияния.
- mrawi «утка» — mrawiyêk «какая-то утка».
- ktêb «книга» — ktêbêk «какая-то книга».

###### Число
В литературном сорани два грамматических числа: единственное и множественное.
Множественное число образуется с помощью суффикса -an. При этом если основа кончается на звук e, то суффикс замещает его, а если она кончается на любой другой гласный, то между основой и суффиксом добавляется согласный y.
- piyaw «мужчина» — piyawan «мужчины».
- şax «гора» — şaxan «горы».
- name «письмо» — naman «письма».
- piyale «чашка» — piyalan «чашки».
- froke «самолёт» — frokan «самолёты».
- ala «флаг» — alayan «флаги»
- komalga «общество» — komalgayan «общества»
- mrawi «утка» — mrawiyan «утки»

##### Степени сравнения прилагательных
Степени сравнения прилагательных образуются суффиксально. Суффикс сравнительной степени — -tr, превосходной — trin.
- jwan «красивый» — jwan tr «красивее» — jwan trin «самый красивый».
- gewre «большой» — gewre tr «больше» — gewre trin «самый большой».
- betemem «старый» — betemem tr «старее» — betemem trin «самый старый».

##### Глагол
Глагол-связка представляет собой энклитику (безударное окончание), хотя записывается как отдельное слово.
| Лицо     | Ед. ч. | Примеры                     | Перевод      | Мн. ч. | Примеры                      | Перевод      |
| -------- | ------ | --------------------------- | ------------ | ------ | ---------------------------- | ------------ |
| 1-е лицо | m      | mn dktorm (من دکتۆرم)       | «я доктор»   | im     | êma dktorîn (ئێمە دکتۆرین)   | «мы доктора» |
| 2-е лицо | î      | to mamostaît (تۆ مامۆستایت) | «ты учитель» | n      | êwe mamostan (ئێوە مامۆستان) | «вы учителя» |
| 3-е лицо | e      | ew nexoşe (ئەو نەخۆشە)      | «он болеет»  | n      | ew nexoşn (ئەو نەخۆشە)       | «они болеют» |

| Лицо | Ед. ч. | Примеры               | Перевод           | Мн. ч. | Примеры                     | Перевод           |
| ---- | ------ | --------------------- | ----------------- | ------ | --------------------------- | ----------------- |
| 1-е  | m      | ktebekem (کتێبەکەم)   | «моя книга»       | man    | ktêbekanman (کتێبەکانمان)   | «наши книги»      |
| 2-е  | t      | seyareket (سەیارەکەت) | «твой автомобиль» | tan    | seyarekantan (سەیارەکانتان) | «твои автомобили» |
| 3-е  | i      | çaketekeî (چاکەتەکەی) | «его куртка»      | yan    | çaketekeyan (چاکەتەکانیان)  | «их куртки»       |

Глагол «быть» — hebun — используется в том числе для выражения принадлежности (esse-тип).
- seyarem heye «у меня есть машина» (букв. «моя машина есть, существует»).
- seyarem niye «у меня нет машины» (букв. «моей машины нет»).

##### Имя числительное (сорани)
| Русский язык | Сорани | Русский      | Сорани | Русский     | Сорани |
| ------------ | ------ | ------------ | ------ | ----------- | ------ |
| один         | yak    | одиннадцать  | yanza  |             |        |
| два          | doo    | двенадцать   | dwanza | двадцать    | bist   |
| три          | seh    | тринадцать   | syanza | тридцать    | sea    |
| четыре       | çwar   | четырнадцать | çwarda | сорок       | çhl    |
| пять         | penj   | пятнадцать   | panza  | пятьдесят   | panja  |
| шесть        | şaş    | шестнадцать  | şanza  | шестьдесят  | şaşt   |
| семь         | hawt   | семнадцать   | havda  | семьдесят   | hafta  |
| восемь       | haşt   | восемнадцать | hazda  | восемьдесят | haşta  |
| девять       | no     | девятнадцать | nozda  | девяносто   | nawat  |
| десять       | da     | сто          | saad   | тысяча      | hazar  |

### Лексика
Словари курдского языка насчитывают до 918 123 лексических единиц.

## Примеры текстов
«Сегодня когда мы пришли домой, то сразу же пошли спать»
- курманджи: Îro kengê em hatine malê, em hazir çûn xew
- сорани: ئیمڕۆ وه‌ختێ هاتینۆ بۆ ماڵۆ ، هه‌رازا خه‌وتین
- латинская запись на сорани: Îmro wextê hatîno bo mallo, heraza xewtîn

«Он сказал мне, что не пойдет в школу завтра»
- курманджи: Wî ji min re got ku ew ê sibe neçe qutabxane
- сорани: ئه‌و به منی گوت که سوبحا ناچێتۆ بۆ قوتابخانه
- латинская запись на сорани: Ew be minî got ke subha naçêto bo qotabxane

«Вчера я нашёл много денег»
- курманджи: Min duh gelek pere dît
- сорани: من دوێکە پارەیێ زۆرم دی
- латинская запись на сорани: Min diwêke pareyê zorim dî

«Привет, меня зовут Фарханг, и я из города Эрбиль»
- курманджи: Silav navê min Ferheng e û ji şarê Hewlêrê me
- сорани: سڵاو ناوم فەرهەنگە و لە شار هەولێرم
- латинская запись на сорани: Slaw nawim Ferhenge w le şar Helêrim

«Ты написал письмо»
- курманджи: Te nameyek nivîsand
- сорани: نامه‌ت نووسی
- латинская запись на сорани: To namat nûsî

### Поэзия

#### Сулейманийский пергамент
В 1920 году недалеко от Сулеймании археологи нашли свиток, известный ныне как «Сулейманийский пергамент». В остатках курдской поэмы 7-го века на старокурдском, написанной на куске оленьей шкуры шрифтом пехлеви, рассказывается о событиях исламского завоевания курдов из первых рук:
| Транскрипция со старокурдского (горани) | Перевод на современный курдский (курманджи) | Перевод на русский |
| --- | --- | --- |
| Hurmōzan riman, atiran kujandu Wīšan šardiwā gāwrāī gāwrākan Zor kar ārāb kirine xapur Ginaiy pālā īy hātā Šarāzur Jin u kānikiyan wā dīl bāšīna Mārd āzā tilī wā ruy hwēna Rāwišt Zārdāštire manu bī kās Bāzāīka nīka Hurmōz wā huiç kās | Zîyaretgahan rixandin, argûnan vekuştin Wisan veşartine gewre ji gewre Zor har ereban kirine xirab Gundên perîşanan heta Şarezûrê Jin û kenîşkên wan dîlîyê şandine Mêrên afet di wan de ketin xwîna Li ser rêya Zerdeştiyê bi tenê ma Ahûramazda ku nika nehişt ji kesî | Храмы (Хормоза) разрушены, огни погашены, Отвернулся (от нас) владыка владык Насилие совершил (разрушил) араб Хабур, Деревни (округа) Пале до Шахрезура, Жены и домочадцы в плен уведены, Воины лежат в крови Вера Зароастры осталась без рук, Не заступился Хормоз ни за кого |

#### Şîrîn û Xesrew
| Перевод на русский | Оригинал на горани | Перевод на курманджи |
| --- | --- | --- |
| Хотя говорят, что персидский сладок как сахар, Но, по-моему, курдский даже слаще сахара Очевидно, что в этом коварном мире Каждый счастлив с собственным прекрасным родным языком | Herçen mewaçan: Farsî şekeren Kurdî ce şeker bell şîrînteren Yeqînen ce dewr dunyay pirr endêş Herkes dillşaden we ziwan wêş | Her çiqas dibêjin: farisî şekir e Kurdî ji şekir jî şîrîntir e Diyar e li vê dinyaya xayîn Her kes bi zimanê xwe kêfxweş e |

— Хана Кубади (1740 г.)

### Гимн «Ey Reqîb»
«Эй, враг» — песня, написанная курдским поэтом и политическим активистом Дильдаром. Официальный гимн Региона Курдистан, Рожавы и Рабочей партии Курдистана. Кроме этого, был гимном Республики Курдистан в XX веке.

### Роман «Mem û Zîn»
«Мам и Зин» — роман курдского писателя и поэта Ахмеда Хани (1651—1707), написанный в 1692 году, рассказывающий о трагической любви юноши и девушки. Это важнейшее произведение Хани. «Мам и Зин» основан на реальных событиях, передаваемых из поколения в поколение в устной традиции. История имеет множество аспектов, среди которых присутствие суфийского дискурса и курдского национализма. Мавзолей Mама и Зин находится в провинции Джизре и привлекает к себе множество туристов.

#### Сюжет
Роман повествует о трагической история двух влюбленных молодых людей. Мам, молодой курдский юноша из клана «Алан» и наследник Города Запада, влюбляется в Зин из клана «Ботан», сестру правителя Бохтана (Курдский эмират). Они встречаются во время празднования народного курдского праздника «Навруз». Их союз был разрушен Бекиром из клана Бекран, врагом Мама на протяжении всей истории, который завидует влюблённым. Мам в конце концов умирает, вследствие заговора Бекира против него.
На похоронах Мама, Зин падает на его могилу и умирает на ней. Весть о смерти Мама и Зин быстро распространяется среди жителей Джизре. Бекир в конечном счёте был разоблачён и убит лучшим другом Мама, Тадждином. Мама и Зин хоронят рядом. Бекира также хоронят рядом с могилами Мама и Зин, так как этого пожелала Зин перед смертью, чтобы он засвидетельствовал их любовь. На месте их могил вырастают два дерева, ветви которых переплетаются, а между ними вырастает терновый куст, символизирующий Бекира — корни зла проникают глубоко в землю между могилами влюбленных, разделяя их даже после смерти.

## Википедия на курдском
В общей сложности, Курдская Википедия насчитывает более 206.500 статей и представлена на следующих диалектах:
1. курманджи — ku (латиница, арабица), более 90.500 статей;
2. сорани — ckb (арабица), более 74.000 статей;
3. зазаки — diq (латиница), более 42.000 статей.

Википедия на курдском языке была создана 7 января 2004 года и была предназначена для одновременного размещения статей на курманджи и сорани, но 12 августа 2009 года она разделилась на две версии из-за технических и лингвистических проблем. Кроме этого, Википедия на пехлевани (южнокурдском) на данный момент находится на этапе тестирования.